# Нью-Фалкон (Техас)
Нью-Фалкон (англ. New Falcon) — переписна місцевість (CDP) в США, в окрузі Сапата штату Техас. Населення — 117 осіб (2020).

## Географія
Нью-Фалкон розташований за координатами 26°38′18″ пн. ш. 99°5′41″ зх. д. / 26.63833° пн. ш. 99.09472° зх. д. (26.638338, -99.094747).  За даними Бюро перепису населення США в 2010 році переписна місцевість мала площу 0,51 км², уся площа — суходіл.

## Демографія
Згідно з переписом 2010 року, у переписній місцевості мешкала 191 особа в 68 домогосподарствах у складі 57 родин. Густота населення становила 376 осіб/км².  Було 106 помешкань (209/км²).
Расовий склад населення:
| - 89,5 % — білих - 1,0 % — корінних американців - 0,5 % — азіатів - 8,9 % — осіб інших рас |

До двох чи більше рас належало 0,0 %. Частка іспаномовних становила 98,4 % від усіх жителів.
За віковим діапазоном населення розподілялося таким чином: 24,1 % — особи молодші 18 років, 63,3 % — особи у віці 18—64 років, 12,6 % — особи у віці 65 років та старші. Медіана віку мешканця становила 35,8 року. На 100 осіб жіночої статі у переписній місцевості припадало 92,9 чоловіків;  на 100 жінок у віці від 18 років та старших — 93,3 чоловіків також старших 18 років.
За межею бідності перебувало 91,9 % осіб, у тому числі 100,0 % дітей у віці до 18 років та 100,0 % осіб у віці 65 років та старших.
Цивільне працевлаштоване населення становило 56 осіб. Основні галузі зайнятості: освіта, охорона здоров'я та соціальна допомога — 12,5 %.